# 박종오 (축구인)
박종오(1991년 4월 12일 ~ )는 대한민국의 전직 축구 선수이며 포지션은 수비수이다.